# Saskia Montag-Seewald

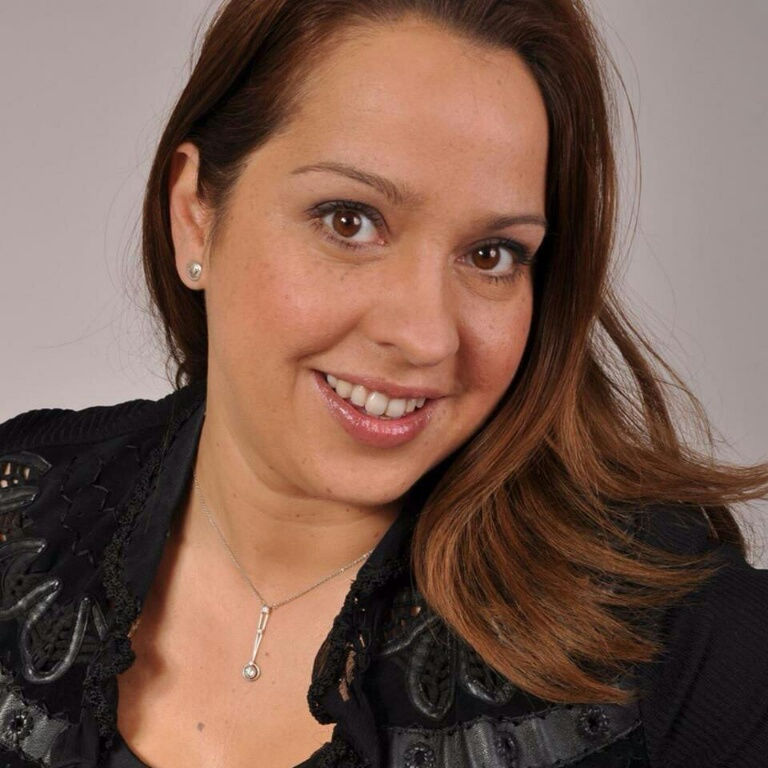
Saskia Seewald-Montag, 2016

Saskia Gerda Montag-Seewald (* 5. September 1978 in Berlin als Saskia Seewald) ist eine deutsche Gemmologin und Juwelierin.

## Leben
Saskia Montag-Seewald ist eine ausgebildete Gemmologin, Fachmitglied der Deutschen Gemmologischen Gesellschaft sowie Mitglied im Kunsthändlerverband Deutschland. Mit ihrer Mutter Brigitte Seewald betreibt sie einen Messe- und Internethandel mit Schmuck vorzugsweise aus der Biedermeierzeit, dem Jugendstil und dem Art déco. Daneben betreiben sie ein Ladenlokal in Westerland.
Montag-Seewald hatte Auftritte als Schmuckankäuferin in der ZDF-Sendereihe Bares für Rares, deren Händlerteam sie in der sechsten und siebten Staffel angehörte.
Seit 2013 ist sie mit Alexander Montag verheiratet.